# 横川吸虫症
横川吸虫症（よこがわきゅうちゅうしょう、英: metagonimosis）とは横川吸虫（Metagonimus yokogawai）寄生を原因とする寄生虫病。横川吸虫はヒト、イヌ、ネコ、ネズミ、タヌキ、イタチ、トビなどを終宿主とし、多数寄生で下痢、腹痛、慢性胃炎、粘血便を引き起こす。糞便材料よりMGL法、AMSIII法などの沈澱集卵法で虫卵を検出することにより診断する。治療にはプラジカンテルが有効。